# 73 Большой Медведицы
73 Большой Медведицы (лат. 73 Ursae Majoris), HD 108502 — одиночная звезда в созвездии Большой Медведицы на расстоянии приблизительно 426 световых лет (около 131 парсека) от Солнца. Видимая звёздная величина звезды — +5,7m.

## Характеристики
73 Большой Медведицы — красный гигант спектрального класса Ma. Радиус — около 20,95 солнечных, светимость — около 279,67 солнечных. Эффективная температура — около 3827 К.